# 30085 Kevingarbe
30085 Kevingarbe este un asteroid din centura principală de asteroizi.

## Descriere
30085 Kevingarbe este un asteroid din centura principală de asteroizi. A fost descoperit pe 9 martie 2000 la Socorro, New Mexico, în cadrul proiectului LINEAR. Asteroidul prezintă o orbită caracterizată de o semiaxă mare de 2,26 ua, o excentricitate de 0,13 și o înclinație de 3,2° în raport cu ecliptica.